# Pheidole confoedusta
Pheidole confoedusta är en myrart som beskrevs av Wheeler 1909. Pheidole confoedusta ingår i släktet Pheidole och familjen myror. Inga underarter finns listade i Catalogue of Life.